# Луспеник Дмитро Дмитрович
Дмитро Дмитрович Луспеник (нар. 30 вересня 1965, село Банилів, Вижницький район, Чернівецька область) — український суддя, секретар Пленуму Верховного Суду (з 2017 року), секретар Першої судової палати Касаційного цивільного суду у складі Верховного Суду.

## Освіта
У 1990 році закінчив Харківський юридичний інститут імені Ф. Е. Дзержинського (нині — Національний юридичний університет імені Ярослава Мудрого), спеціальність «Правознавство». 

## Кар'єра
1985 — діловод районного народного суду Ленінського району м. Чернівці.
1985–1986 — секретар судових засідань районного народного суду Ленінського району м. Чернівці.
1990–1991 — стажист народного судді Ленінського районного народного суду м. Харкова.
1991–1993 — судовий виконавець Ленінського районного народного суду м. Харкова.
1993–2001 — суддя, заступник голови Київського районного суду м. Харкова.
2002–2008 — суддя Апеляційного суду Харківської області.
2008–2011 — суддя Верховного Суду України.
2011–2017 — суддя, секретар Пленуму  Вищого спеціалізованого суду України з розгляду цивільних і кримінальних справ, двічі переобирався.
Дмитро Луспеник є новообраним суддею Касаційного цивільного суду у складі Верховного Суду, утвореного після реформи 2016 року.
14 листопада 2017 року Дмитро Луспеник обраний Головою організаційного комітету зі скликання Пленуму Верховного Суду та тимчасово виконував обов’язки Голови Верховного Суду.
30 листопада 2017 року Дмитра Луспеника обрано секретарем Пленуму Верховного Суду.
З грудня 2017 року — секретар Першої судової палати Касаційного цивільного суду у складі Верховного Суду.
3 грудня 2021 року Пленум Верховного Суду переобрав Дмитра Луспеника своїм секретарем на наступні чотири роки. 
З 16 травня 2023 року, після відсторонення Всеволода Князєва з посади голови Верховного Суду, зайняв посаду виконувача обов'язків Голови ВС  (до 26 травня 2023 року, коли обрали постійного голову Верховного Суду Станіслава Кравченка).

## Наукові ступені та звання, бібліографія
Кандидат юридичних наук (2004 р.), доцент (2008 р.), автор (співавтор) 16 монографій, більш як 120 науково-практичних публікацій з тематики: цивільне право, цивільний процес, європейське право, судово-правова реформа. 